# Antonio Magaña Esquivel
Antonio Magaña Esquivel (* 2. November 1909 in Mérida; † 5. Oktober 1987 in Mexiko-Stadt) war ein mexikanischer Literaturwissenschaftler, Schriftsteller, Filmregisseur, Journalist und Essayist. Als Literaturwissenschaftler galt sein Interesse besonders dem mexikanischen Theater. Unter seinen eigenen literarischen Werken ragen vor allem die Romane El ventrílocuo (1944) und La tierra enrojecida (1951) heraus.

## Werke
- Teatro mexicano del siglo XX. Band 2, Fondo de Cultura Económica, México 1956
- La novela de la revolución. Band 1, INEHRM, México 1964
- La novela de la revolución. Band 2, INEHRM, México 1964
- Teatro mexicano del siglo XX. Band 4, Fondo de Cultura Económica, México 1970
- Teatro mexicano del siglo XIX. Band 1, Fondo de Cultura Económica, México 1972
- La novela de la revolución, Porrúa, México 1974
- Teatro mexicano del siglo XX. Band 5, Fondo de Cultura Económica, México 1979

| Personendaten    | Personendaten                                                        |
| ---------------- | -------------------------------------------------------------------- |
| NAME             | Magaña Esquivel, Antonio                                             |
| ALTERNATIVNAMEN  | Magaña-Esquivel, Antonio                                             |
| KURZBESCHREIBUNG | mexikanischer Literaturwissenschaftler, Schriftsteller und Regisseur |
| GEBURTSDATUM     | 2. November 1909                                                     |
| GEBURTSORT       | Mérida                                                               |
| STERBEDATUM      | 5. Oktober 1987                                                      |
| STERBEORT        | Mexiko-Stadt                                                         |